# المعهد الوطني للعلوم التطبيقية والتكنولوجيا
يوفّر المعهد المعهد الوطني للعلوم التطبيقية والتكنولوجيا تعليما عال الهدف منه، تكوين إطارات مؤهلة وإطارات عالية التأهيل في ميادين الهندسة والتكنولوجيا لفائدة القطاعات الاقتصادية العامة والخاصة وقطاعات البحث.
يساهم المعهد في التكوين المستمر للمهندسين والإطارات والتقنيين السامين وتكوين المكوّنين.
يؤكد المعهد بصورة مباشرة أو غير مباشرة سعيه لتنمية أنشطة التكوين والبحث والسعي إلى التعريف بهذه الأنشطة كما يساهم المعهد في نشر الثقافة العلمية والتقنية.
يساهم المعهد من خلال الأنشطة التي ينظّمها بالتعاون مع الأوساط العلمية والصناعية والاقتصادية القومية والخارجية في التقدّم التكنولوجي وفي تطوير مجال البحث.

## تكوين ذو أبعاد مختلفة
يعتبر المعهد الوطني للعلوم التطبيقية والتكنولوجيا معهدا لتعليم عالي ذي أبعاد ثلاثة
ثقافية : تحصيل، إنتاج وتبليغ المعرفة.
```
اقتصادية : تكوين طاقة من الخبرات تتماشى والحاجة 
الاقتصادية
 
لمجتمع
 يحاول مواكبة التقدّم التكنولوجي.
```

اجتماعية: إعطاء فرص متجدّدة للتكوين والتطوّر الاجتماعي.
يساهم المعهد الوطني للعلوم التطبيقية والتكنولوجيا في التكوين المستمّر للتقنيين السامين(الشهادة الجامعية للتكنولوجيا بكالوريا مع ثلاث سنوات) وتكوين المهندسين (الشهادة الوطنية لمهندس الباكلوريا مع خمس سنوات ونصف) كما يساهم في تكوين المكوّنين

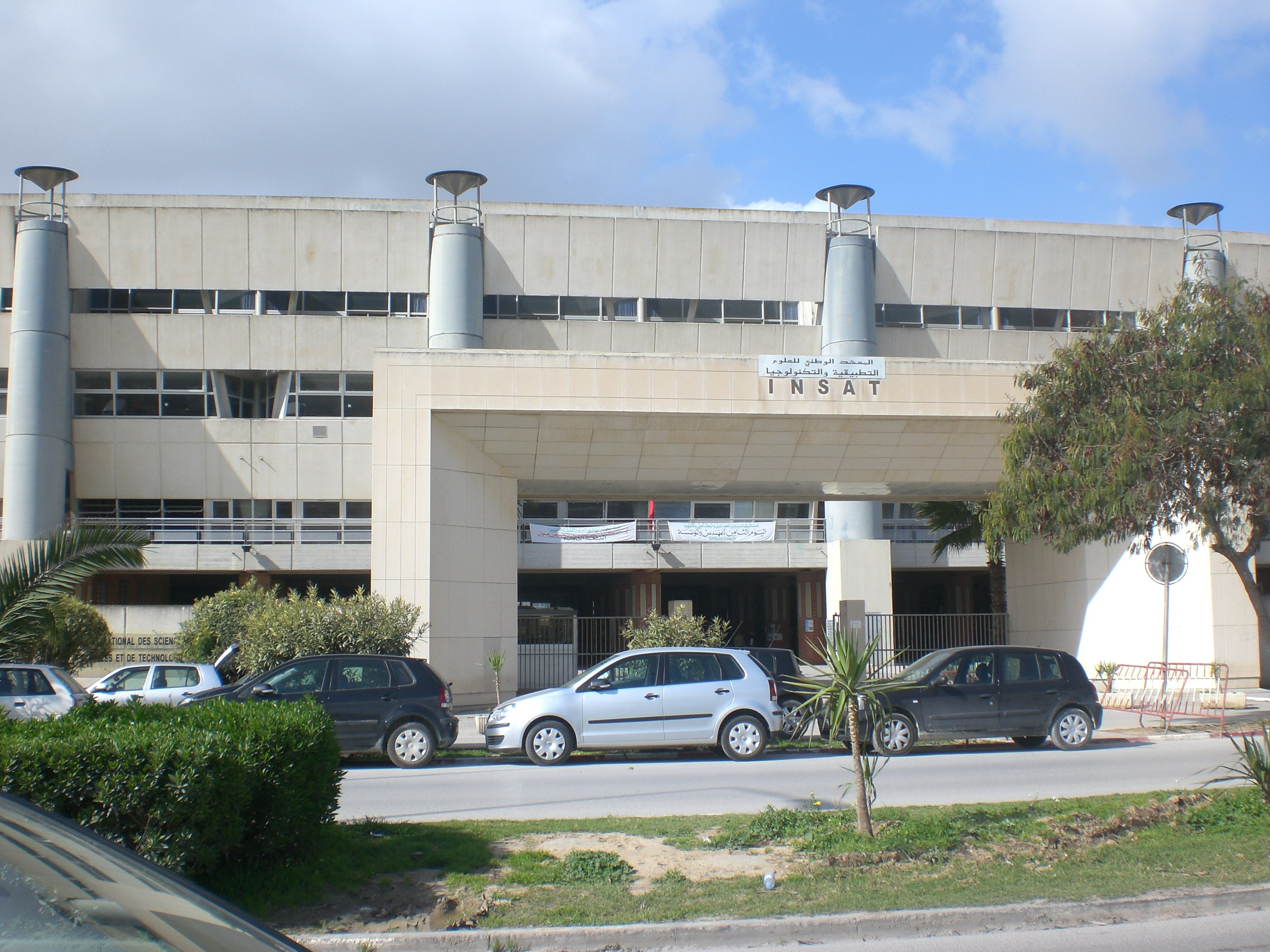
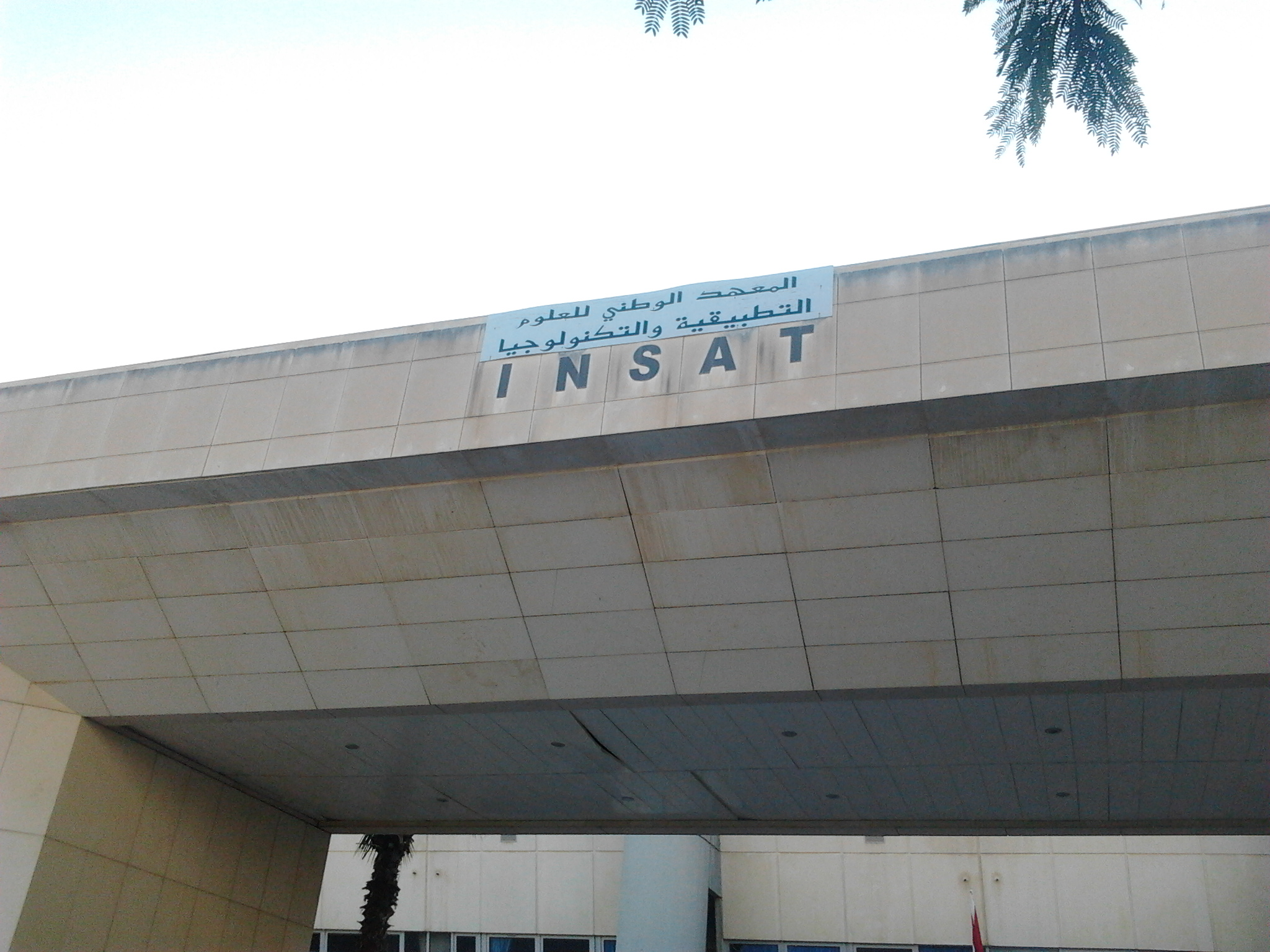
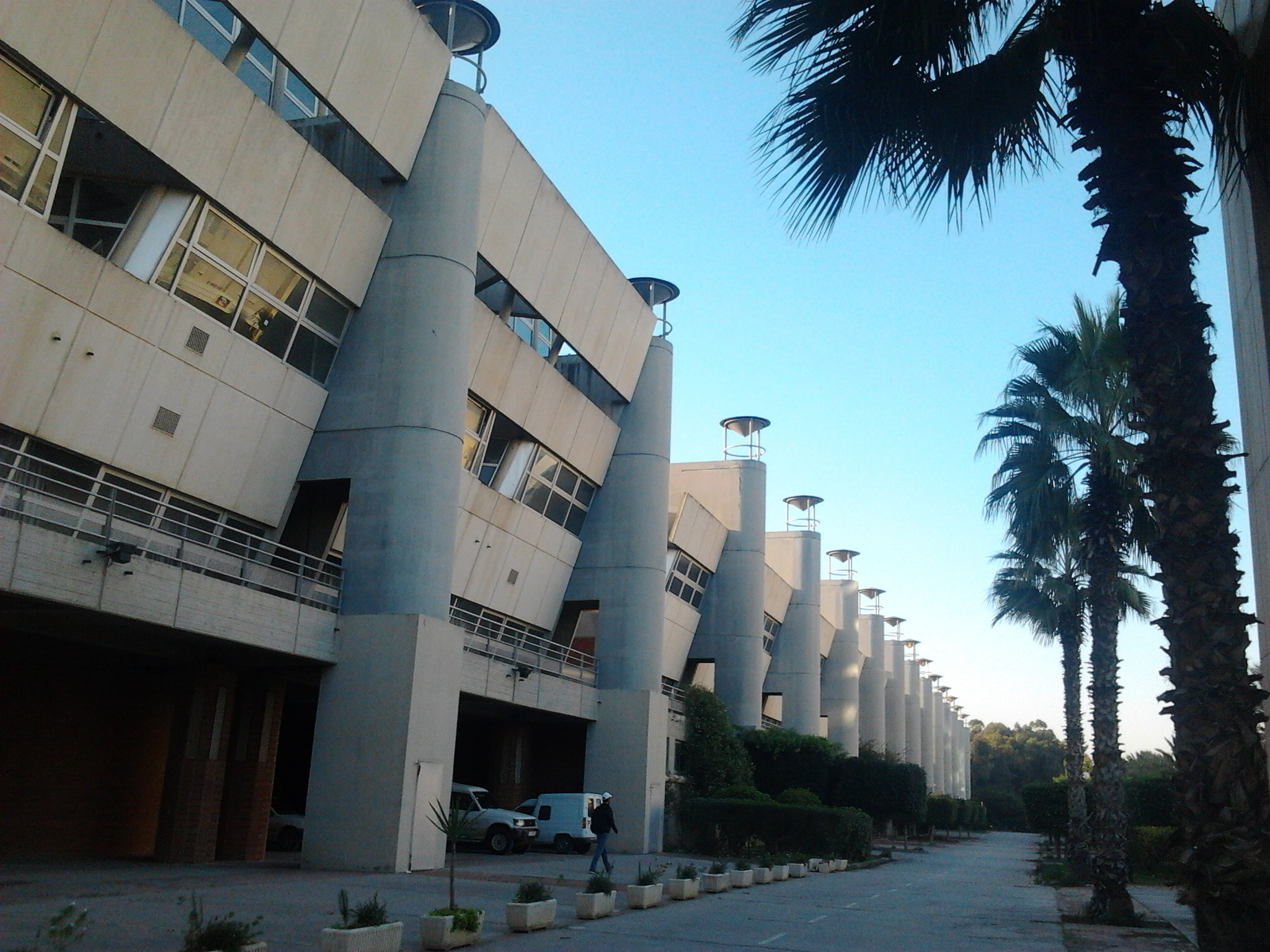
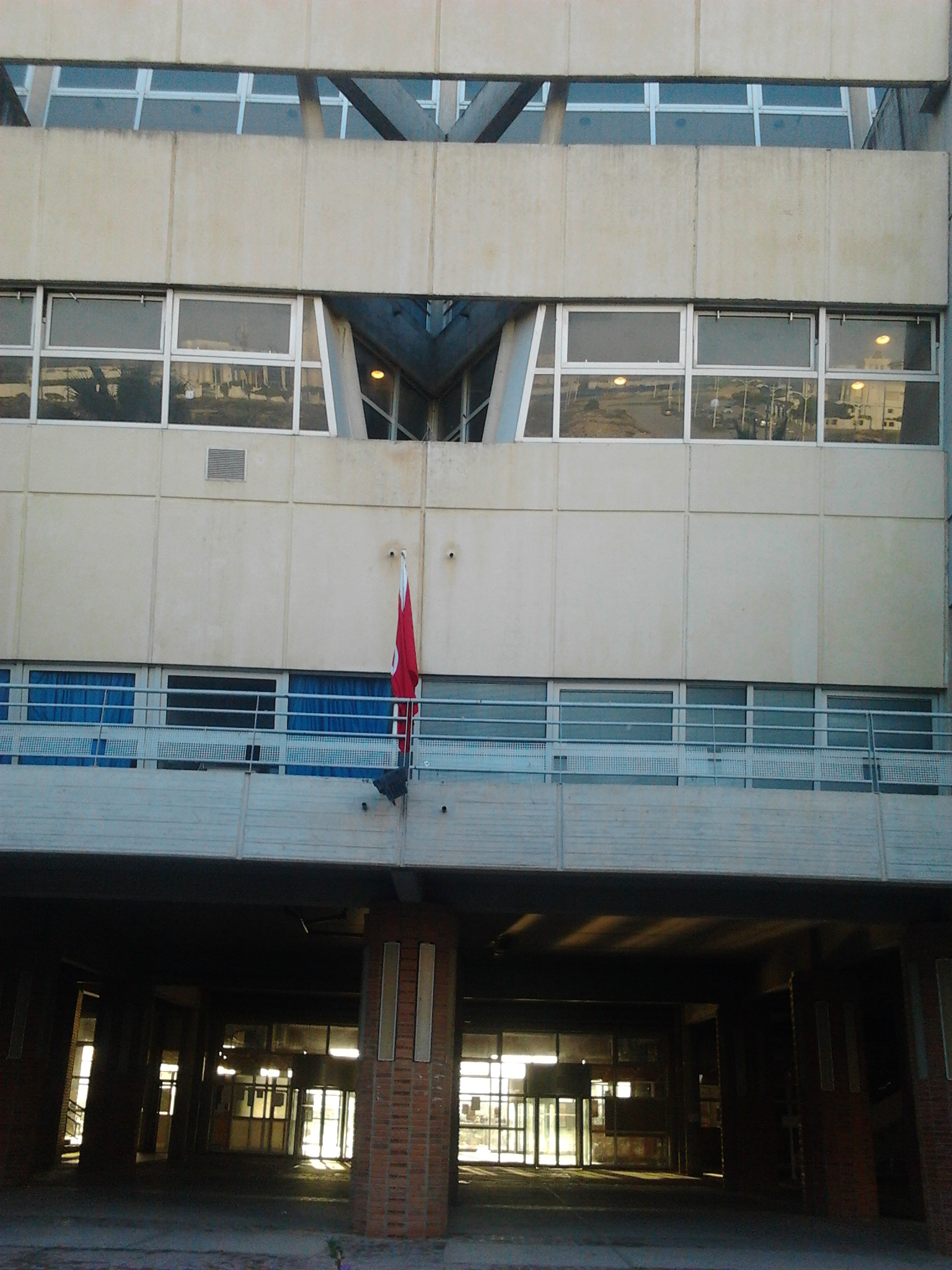
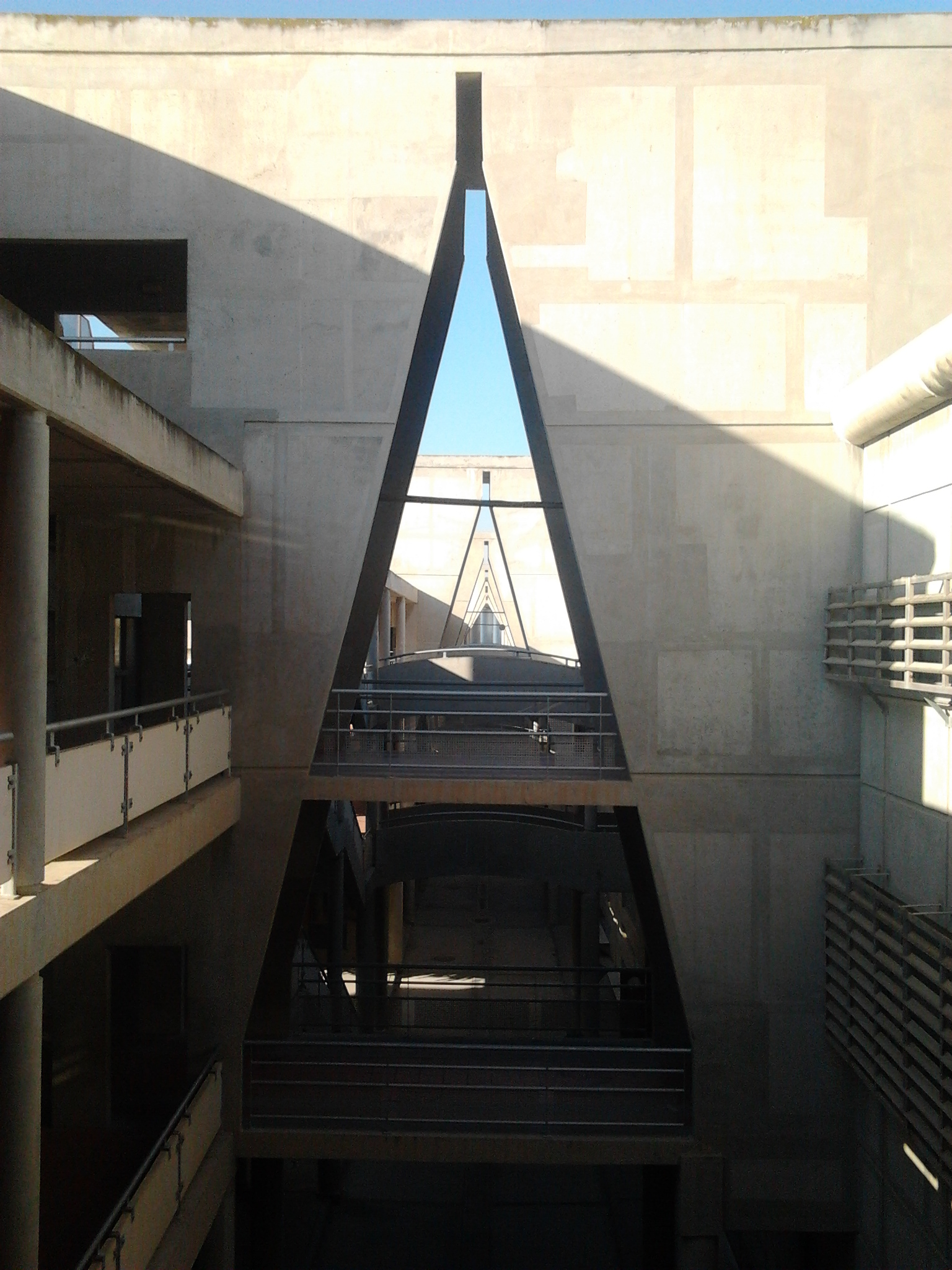
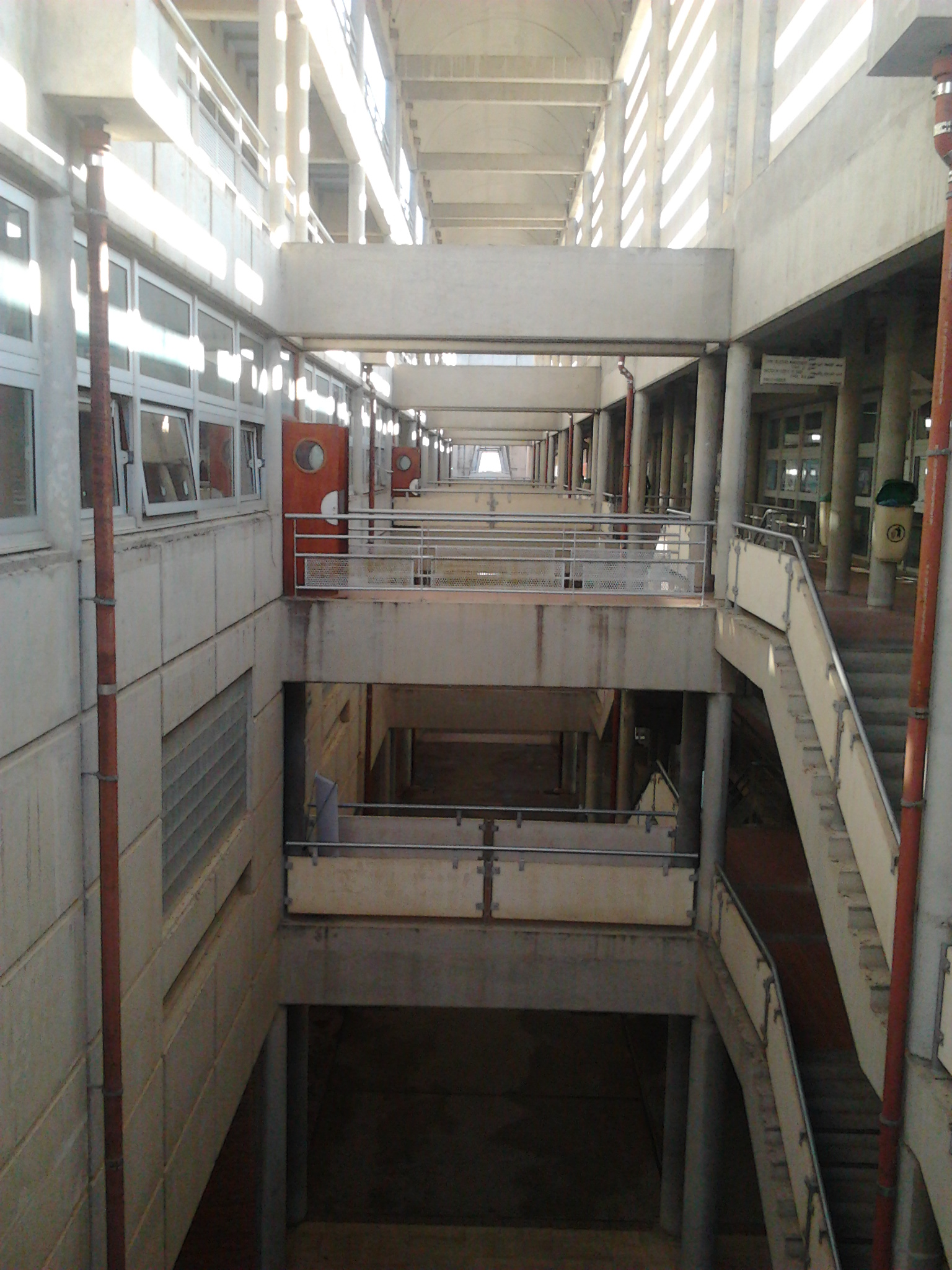
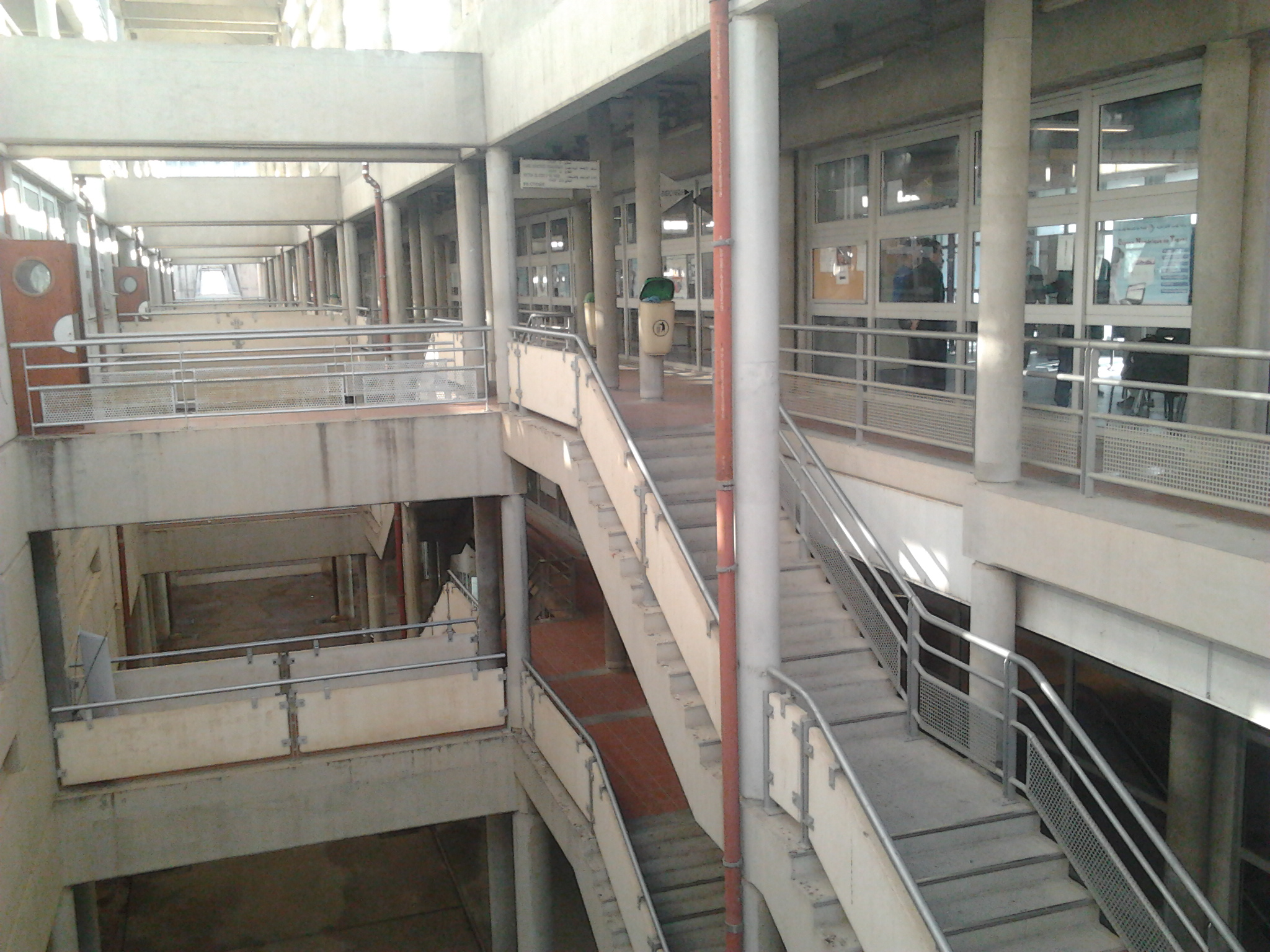

## وصلات خارجية
المعهد المعهد الوطني للعلوم التطبيقية والتكنولوجيا.